# Mark Collier
Mark Christopher Collier (Ocala, 27 mei 1971) is een Amerikaans acteur. Hij is vooral bekend door zijn rol als Michael "Mike" Kasnoff in de Amerikaanse soapserie As the World Turns.

## Biografie
Collier studeerde af aan de Georgia Southern University. Hij woonde lange tijd in Los Angeles, maar verhuisde later naar New York. Mark Collier heeft een zus.

## Rollen
Colliers eerste rol was in NBC's Sunset Beach. Hierin speelde hij David de barman. Daarna speelde hij rollen in Beverly Hills, 90210 (And don't forget to give me back my black T-shirt) en Arrest and Trial. Vervolgens wist hij nog rollen te bemachtigen in films, zoals Pissing and Moaning en Everytime the Dogs Bark and Loop.
Ook stond Collier op het toneel. Hij speelde mee in onder meer de theaterproducties Lovers and Strangers, Lone Star, Children Crusade en Six Degrees of Seperation.
Verder is hij ook meerdere malen op tv geweest zonder dat hij een rol speelde. Zo was hij presentator bij de 31e People's Choice Awards van 2005 en bij de Daytime Emmy Awards van 2005.
Verder verscheen hij in de 31e Daytime Emmy Awards van 2004. Ook kwam hij meerdere malen voor in America's Next Top Model, ook wel bekend als ANTM, America's Next Top Model 2 (tweede serie).

## Michael "Mike" Kasnoff
Collier versterkte op 2 juli 2002 de cast van ATWT. Hij nam de rol over van Shawn Christian, die de rol tot 20 maart 1997 had gespeeld.
Michael "Mike" Kasnoff is de zoon van mr. Kasnoff (vader, voornaam onbekend) en Nora Kasnoff (moeder). Verder heeft hij nog drie zussen genaamd Sarah, Stephanie en Natalie.
De zussen Stephanie en Natalie zijn nooit in de serie te zien geweest, maar werden wel door hem genoemd.
Mike is vader geweest van een kind genaamd Nora (moeder: Carly Tenny-Snyder), maar dit kind is door een miskraam verloren. Verder is hij peetoom van Sage Snyder, de dochter van Carly en Jack Snyder. Inmiddels is Mike getrouwd met Anna Kasnoff en samen met haar heeft hij dochter Caroline.
Mike was in het begin van de serie een bouwvakker (tot 1995), daarna was hij twee jaar racecoureur, en vervolgens werd hij eigenaar van Kasnoff Constructions en werkte hij als model voor Street Jeans.
In de serie woont Mike in de wijk Milltown, Oakdale, Illinois.
Hij heeft in de serie meerdere relaties gehad:

- Missy (vriendin)

- Rosanna Cabot (verloofd)

- Carly Tenney (onenightstand)

- Rosanna Cabot (vriendin)

- Carly Tenney (onenightstand)

- Rosanna Cabot (vriendin)

- Pilar Domingo (vriendin)

- Molly McKinnon (vriendin)

- Carly Tenney (onenightstand)

- Katie Peretti (ex-vrouw)

- Pilar Domingo (vriendin)

- Jennifer Munson (ex-vrouw)

- Anna Kasnoff (vrouw)